# Narendra Modi
Narendra Damodardas Modi, indijski politik; * 17. september 1950, New Delhi.
Je aktualni predsednik vlade Indije.

## Življenjepis
Modi se je rodil v družini gudžarati v Vadnagarju in že kot otrok pomagal očetu pri prodaji čaja, kasneje je vodil tudi svojo stojnico. Pri osmih letih je bil seznanjen z indijsko prostovoljno organizacijo Rashtriya Swayamsevak Sangh (RSS) in začel z njo sodelovati. Po končani srednji šoli je Modi zapustil dom, deloma tudi zaradi otroške poroke z Jashodaben Modi, ki jo je zapustil in javno priznal šele mnogo desetletij kasneje. Modi je dve leti potoval po Indiji in pred vrnitvijo v Gujarat obiskal številne verske centre. Leta 1971 se je pri RSS redno zaposlil. Med izrednimi razmerami, ki so jih leta 1975 uvedli po državi, se je bil Modi prisiljen skriti. RSS ga je leta 1985 dodelil povezani stranki Bharatiya Janata (BJP), do leta 2001 pa je zasedel več položajev v strankarski hierarhiji in se povzpel do položaja generalnega sekretarja.
Modi je bil zaradi slabega zdravja in slabe podobe Keshubhai Patel po potresu v Bhuju, leta 2001 imenovan na mesto glavnega ministra Gujarata. Kmalu zatem je bil izvoljen v zakonodajni zbor. Njegova uprava je veljala za vpleteno v nemire v Gujaratu leta 2002 in bila zato večkrat kritizirana o. Posebna preiskovalna skupina, ki jo je imenovalo vrhovno sodišče, ni našla dokazov, dbiio sprožila postopek pregona proti Modi.  Njegova politika glavnega ministra, ki je zaslužen za spodbujanje gospodarske rasti, je bila deležna hvale. a tudi kritizirana, ker ni bistveno izboljšala indeksov zdravja, revščine in izobrazbe v državi.
Modi je stranko BJP vodil na splošnih volitvah leta 2014, na katerih je stranka dobila večino v indijskem spodnjem domu parlamenta Lok Sabha, prvič po letu 1984. Modijeva administracija je poskušala zbrati neposredne tuje naložbe v indijsko gospodarstvo in zmanjšala porabo za programe zdravstvenega varstva in socialnega varstva. Modi je poskušal izboljšati učinkovitost birokracije. Začel je odmevno sanitarno kampanjo, sprožil kontroverzno demonetizacijo bankovcev z visokimi apoeni in oslabil ali odpravil okoljsko in delovno zakonodajo.
Po zmagi njegove stranke na splošnih volitvah 2019 je njegova uprava razveljavila posebni status Džamuja in Kašmirja. Uvedla je tudi zakon o spremembah državljanstva, ki je povzročil široke proteste po vsej državi. V mednarodnih in domačih krogih Modi velja za hindujskega nacionalističnega politika, ki je politiko močno usmeril v desno, prav tako je še vedno zaznamovan s svojo domnevno vlogo med nemiri v Gujaratu leta 2002, kar je navedeno kot dokaz izključevalne družbene agende.   V času Modijevega mandata je Indija doživela demokratično nazadovane.